# 227 a.C.
Il 227 a.C. (CCXXVII a.C. in numeri romani) è un anno  del III secolo a.C.

## Eventi
- Il generale cartaginese Asdrubale Maior fonda con il nome di Qart Hadash (città nuova) l'attuale città di Cartagena in Spagna (anno incerto?)
- A causa del pericolosamente esiguo numero di cittadini di Sparta e di altre debolezze di questa città-stato, Cleomene III decide riforme rivoluzionarie: cancella i debiti, ridistribuisce le terre, concede la cittadinanza ai Perieci.
- Antigono III Dosone assume il titolo di re di Macedonia.
- Sicilia e Sardegna diventano province di Roma; Gaio Flaminio è il primo governatore romano della Sicilia.
- In Roma, il numero dei pretori viene aumentato da due a quattro.

## Morti
- Antioco Ierace, sovrano
- Archidamo V, sovrano spartano
- Lidiada, politico e militare greco antico